# Центральная АЭС
Центральная (Костромская) АЭС — проект строительства атомной электростанции в Буйском районе Костромской области.

## История строительства
По первоначальному проекту Костромской АЭС (на уровне Совета Министров СССР и его Председателя Алексея Николаевича Косыгина) в середине 1970-х принималось решение о использовании в качестве реакторов этой станции двух пароперегревающих РБМКП-2400.
Строительство Костромской АЭС было начато в 1979 году. Ещё на этапе строительства проект станции неоднократно менялся. В начале 1980-х, изначальный проект станции был изменён и подразумевал строительство двух энергоблоков с реакторами РБМК-1500, вместо РБМКП-2400. После аварии на Чернобыльской АЭС станция снова была  перепроектированна под строительство энергоблоков с реакторами ВВЭР-1000. В 1990 году строительство станции было остановлено. В 1990-х был предложен проект размещения на площадке АЭС двух энергоблоков с реакторами ВПБЭР-600 (модификация ВВЭР-640), так и не пошедших в серийное производство.
8 декабря 1996 года в Костромской области состоялся референдум, в ходе которого 87 % проголосовавших отвергли идею продолжения строительства АЭС. В 1999 году Костромским областным судом, а затем и Верховным судом РФ постановление Костромской областной Думы от 25.04.1996 № 278 признано незаконным.
Костромская областная Дума постановлением от 01.03.2007 № 1574 отменила все свои предыдущие постановления, препятствующие строительству атомной станции в Костромской области. Планировалось, что строительство АЭС будет возобновлено. На территории Костромской АЭС действует крупное магистральное узловое распределительное устройство на 500 кВ.

## Центральная АЭС (возобновление строительства)
14 октября 2008 года губернатору Костромской области вручена Декларация о намерениях инвестирования строительства двух энергоблоков, подписанная генеральным директором Госкорпорации «Росатом» Сергеем Кириенко. В 2009 году проведены общественные слушания по предварительным материалам ОВОС энергоблоков № 1 и № 2 Центральной АЭС, размещение которой предполагается в Буйском районе Костромской области. Сооружение Центральной АЭС включено в Генеральную схему размещения объектов электроэнергетики России до 2020 года с учётом перспективы до 2030 года, одобренной Правительством РФ.
Станцию планировали строитьпоэтапно: в 2016—2020 годах запуск двух первых энергоблоков с реакторами типа ВВЭР-1200 общей установленной мощностью 2300 МВт. Возможен ввод в строй ещё двух аналогичных энергоблоков, таким образом, планируемая установленная мощность станции составит 4600 МВт.
Однако в апреле 2011 года было объявлено, что «Росатом» получил лицензию Ростехнадзора, но в ближайшие годы не планирует начинать строительство АЭС в Костромской области.